# 黄市镇 (自贡市)
黄市镇，是中华人民共和国四川省自贡市沿滩区下辖的一个乡镇级行政单位。

## 行政区划
黄市镇下辖以下地区：
黄镇铺社区、红旗村、金星村、回龙村、群英村、光明村、国光村、农丰村、凤凰村、水井沟村、勤俭村、霞光村和双城村。